# Comunión Tradicionalista
La Comunión Tradicionalista fue la organización política del movimiento carlista, establecida legalmente en 1869. También recibió otros nombres, como partido tradicionalista, Comunión Católico-Monárquica (habitual durante el Sexenio Revolucionario), partido carlista (hasta 1909), partido jaimista (entre 1909 y 1931) o Comunión Legitimista —entre otros— que quedaron en desuso en la década de 1930. A partir de entonces, también se conoció en ocasiones como Comunión Tradicionalista Carlista, denominación dada por Alfonso Carlos de Borbón y Austria-Este.
Algunos autores utilizan la expresión «Comunión Tradicionalista» para hacer referencia al partido que surgió a comienzos de la década de 1930 a raíz de la fusión de las tres ramas del tradicionalismo: jaimista, mellista e integrista, aunque el nombre se había empleado ya de manera habitual para definir al carlismo desde el último tercio del siglo XIX, cuando se establece como fuerza parlamentaria, siendo usado también durante la Restauración, y el nombre casi exclusivo de la organización del carlismo durante la Segunda República y el Franquismo hasta la década de 1970, cuando se produce el cambio ideológico de un sector del movimiento.
Desde el siglo XIX la Comunión Tradicionalista defendía lo que consideraba la tradición política de España sintetizada en su lema: «Dios, Patria, Rey». Obtuvo representación parlamentaria en casi todas las convocatorias electorales de finales del siglo XIX y principios del siglo siglo XX y fue una de las fuerzas que protagonizó el golpe de Estado en España de julio de 1936 y dio origen a la Falange Española Tradicionalista y de las JONS, actuando después en situación de semiclandestinidad durante el Franquismo, con periodos de oposición y colaboración con el régimen.
Con el nombre de «Comunión Tradicionalista» fue reconstituida en la década de 1970 la organización carlista partidaria del príncipe Sixto Enrique de Borbón y del ideario clásico del carlismo, legalizada como partido político en 1977, aunque otras agrupaciones políticas se declararían también herederas de la organización histórica del Carlismo.

## Concepto de comunión
En el siglo XIX era de uso corriente en castellano el vocablo «comunión» para definir a un partido de naturaleza política. En este sentido del término, ya en 1844 se hacía referencia al carlismo como «una comunión no menos numerosa que respetable» que había sido excluida del seno de la nación, según podía leerse en las primeras líneas del prospecto de La Esperanza, el primer diario carlista que existió en Madrid. Su director, Pedro de la Hoz, aludiría en ocasiones al carlismo como «comunión carlista», «comunión monárquica» o incluso «la España católica».
Antes de la Revolución de 1868, carlistas y nocedalistas emplearían ya los nombres de «Comunión monárquico-religiosa» y «Comunión Católico-Monárquica». Y tras la caída de Isabel II, ambos se unirían en un mismo partido que llevaría este último nombre, si bien se conocería también como «partido carlista».
El posterior uso preferente entre los carlistas del término «comunión» en lugar del de «partido», podría haberse debido al rechazo del sistema parlamentario de partidos políticos. El carlista José María Codón, por ejemplo, postuló en 1961 que la Comunión Tradicionalista no había sido nunca un partido, sino un «antipartido, el germen de la estructura de la sociedad sin partidos».
Desde al menos el Sexenio Revolucionario se afirmó en repetidas ocasiones desde la prensa católico-monárquica que el carlismo no era propiamente un partido. Por ejemplo, en  las columnas de La Esperanza se dijo en 1871 que los carlistas formaban «una colectividad política á la cual no corresponde el nombre de partido» y en las de El Pensamiento Español se afirmó por esas mismas fechas que «siendo nacionales nuestros principios, no formamos los carlistas propiamente un partido». Asimismo, en la tercera guerra carlista el general en jefe carlista de Cataluña, Rafael Tristany, aludía en una proclama al carlismo como «nuestra gran comunión nacional, eterno símbolo y personificacion perpétua del leal y verdadero pueblo español» y a los carlistas como «los defensores de las instituciones, cuyo conjunto vulgar y malamente se califica de partido».
Durante el régimen de la Restauración los carlistas reiteraron con frecuencia su oposición a los partidos, e incluso en ocasiones a que se hablase del carlismo como tal. En un artículo de 1905 titulado «Las parcialidades, los partidos y la Comunión carlista», Eneas llegaba a afirmar en el diario El Correo Español (órgano de prensa del carlismo):

Calcúlese, pues, si no será contrasentido mayúsculo é impropiedad extraordinaria bautizar con el mote de partido á la España antigua, á una comunión de hombres, á un ejército de soldados que llevan por lema la destrucción de los partidos, la condenación, no solamente de los partidos, sino hasta del principio en que los partidos se fundan.

Los partidos son el mal —decimos los carlistas,— y por eso tenemos que protestar contra ese nombre. —Nuestra bandera es la de España —añadimos,— y dentro de España, no solamente cabe, sino que se impone como necesaria la unión de todos los católicos, de todos los hombres de bien, de todos los patriotas [...]

Creo que he demostrado que los carlistas ni somos ni queremos ser partido, y que la palabraja partido es un mote que sienta bien á los liberales, pero que lleva dentro de sí algo antagónico, algo repugnante al modo de ser, á la fe, á la caridad, al corazón de los católicos.

En esta misma línea, en 1923, el exgerente de El Correo Español Gustavo Sánchez Márquez afirmaba:

Precisamente los tradicionalistas, a la par que abominábamos de la división del país en partidos, nos hemos preciado siempre de ser los únicos españoles que no constituíamos partido: representantes de la vieja España, vivíamos agrupados al amparo de nuestras creencias como «Comunión tradicionalista».

Igualmente, Luis Hernando de Larramendi, secretario general del pretendiente Don Jaime, proclamaba en 1919 que «El tradicionalismo español no ha sido nunca, por su naturaleza originaria, un partido», pero añadía que «con repugnancia, ante la fuerza irremediable de las circunstancias, junto a la existencia de tantos, nacidos del régimen de opinión imperante, ha venido, en cierto modo, a resignarse siéndolo». De hecho, hasta la década de 1930 las expresiones «partido carlista», «partido tradicionalista» y «partido jaimista» fueron comunes, aun entre los propios carlistas. Durante la Segunda República, el jefe delegado carlista, Manuel Fal Conde, pondría aun mayor empeño en afirmar que la organización tradicionalista que dirigía era «una Comunión y no un partido».

## Historia

### Sexenio Revolucionario

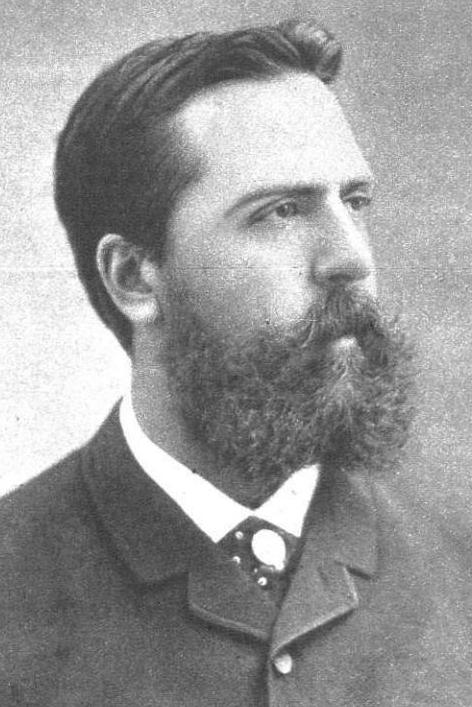
Carlos María de Borbón, conocido entre sus partidarios como Carlos VII.

El movimiento carlista no tomó carta de naturaleza como partido político hasta la Revolución de 1868, puesto que hasta entonces los carlistas habían preferido los procedimientos bélicos, dejando la defensa de sus ideas en la política parlamentaria durante el reinado de Isabel II a los llamados neocatólicos, aunque estos no planteaban un conflicto dinástico.
Por ello, la dirección del partido carlista quedaba supeditada a las necesidades de la organización militar. Después de que Juan III cediera sus derechos dinásticos a su hijo, Carlos VII, este previó que se produciría una nueva guerra, por lo que creó las Comisarías Regias de Regiones y Provincias, bajo el mando unificado de Ramón Cabrera, capitán general de los Reales Ejércitos carlistas, que residía en Londres y era muy conocido en España por su actuación militar en la primera guerra carlista. Cabrera intentó iniciar la actividad política legal del partido y, alentado por el resultado de las elecciones para las Cortes Constituyentes de 1869, dispuso organizar la campaña electoral en las primeras elecciones parciales pero, por falta de organización, los carlistas sufrieron un fuerte revés.
Ramón Cabrera consideró que era difícil dirigir el partido desde el extranjero en su vida legal, de manera que nació la Junta Central Católico-Monárquica, que tuvo mucha importancia en aquel período. Las diferencias respecto a Carlos VII hicieron que Cabrera presentara su dimisión, que le fue aceptada tras ser rechazado por el aspirante al trono su proyecto de constitución parlamentaria.

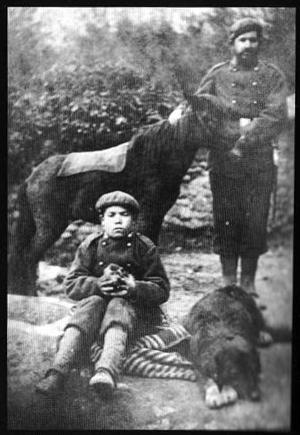
Volntarios carlistas durante la tercera guerra (1872-1876).

En las elecciones de 1871, los carlistas pasaron de 20 a 51 escaños, gracias a la actividad y propaganda de la Junta Central presidida por Francisco Javier Fernández de Henestrosa y Santisteban, marqués de Villadarias. Por orden de Don Carlos, debía desempeñar provisionalmente la jefatura de esta minoría carlista en Cortes Matías de Vall, por ser el representante carlista de mayor edad. Sin embargo, según el diario La Correspondencia, los diputados católico-monárquicos acordaron enseguida por unanimidad designar como jefe suyo a Cándido Nocedal, mientras que los senadores eligieron para dirigirles a Gabino Tejado. El pretendiente intervino entonces disponiendo que el conde de Orgaz fuese el jefe común de las minorías del Congreso y el Senado. Según Melchor Ferrer, Nocedal realizó una hábil labor en el Congreso en defensa de los intereses de la Iglesia y llegó a hacer una proposición parlamentaria invitando a Amadeo de Saboya a irse de España.
En enero de 1872 Don Carlos nombró a Nocedal presidente de la Junta Central Católico-Monárquica en sustitución del marqués de Villadarias, gracias a la mediación de Emilio de Arjona, secretario del pretendiente. Ello motivó que Antonio Aparisi y Guijarro se apartara de la vida política activa, falleciendo poco después, y generó disgustos y divisiones entre los carlistas que tendrían repercusiones 9 años después, con motivo de la creación de la Unión Católica de Pidal.
Gracias al celo de la Junta y del secretario de la Sección Electoral, el dramaturgo Manuel Tamayo y Baus, los carlistas obtuvieron unos buenos resultados de las elecciones de 1872, aunque algo menos favorables. Pero aunque la Junta Central se ocupaba de la organización política y de los planes electorales, también participó en los preparativos bélicos de la insurrección que dio lugar a la tercera guerra carlista, con la que los carlistas habían amenazado desde la elección de Amadeo de Saboya.

### Restauración alfonsina
Terminada la guerra en 1876 con derrota militar para los carlistas y uno de sus principales dirigentes, Ramón Cabrera abandonando la causa carlista y habiendo reconocido como rey a Alfonso XII el año anterior, Don Carlos trató de recuperar desde el exilio la moral de sus fuerzas. Para ello, nombró su Delegado General en España a Cándido Nocedal, exministro de Gobernación de Isabel II y antiguo jefe de la minoría carlista en 1871. La labor de Nocedal consistió en reorganizar el partido y preservar su doctrina política ante los avances del catolicismo liberal y la Unión Católica de Alejandro Pidal y Mon, cuyos dirigentes tentaban a las masas carlistas, al tratarse de hombres procedentes del carlismo a los que habían seguido y admirado.
Posteriormente reapareció la prensa carlista, siendo algunos de sus periódicos más duraderos El Siglo Futuro, fundado por Ramón Nocedal (posteriormente escindido) y El Correo Catalán, por Manuel Milá de la Roca. En las segundas elecciones de la Restauración, en 1879, Ramón Altarriba y Villanueva, barón de Sangarren, representará al tradicional distrito carlista de Azpeitia.

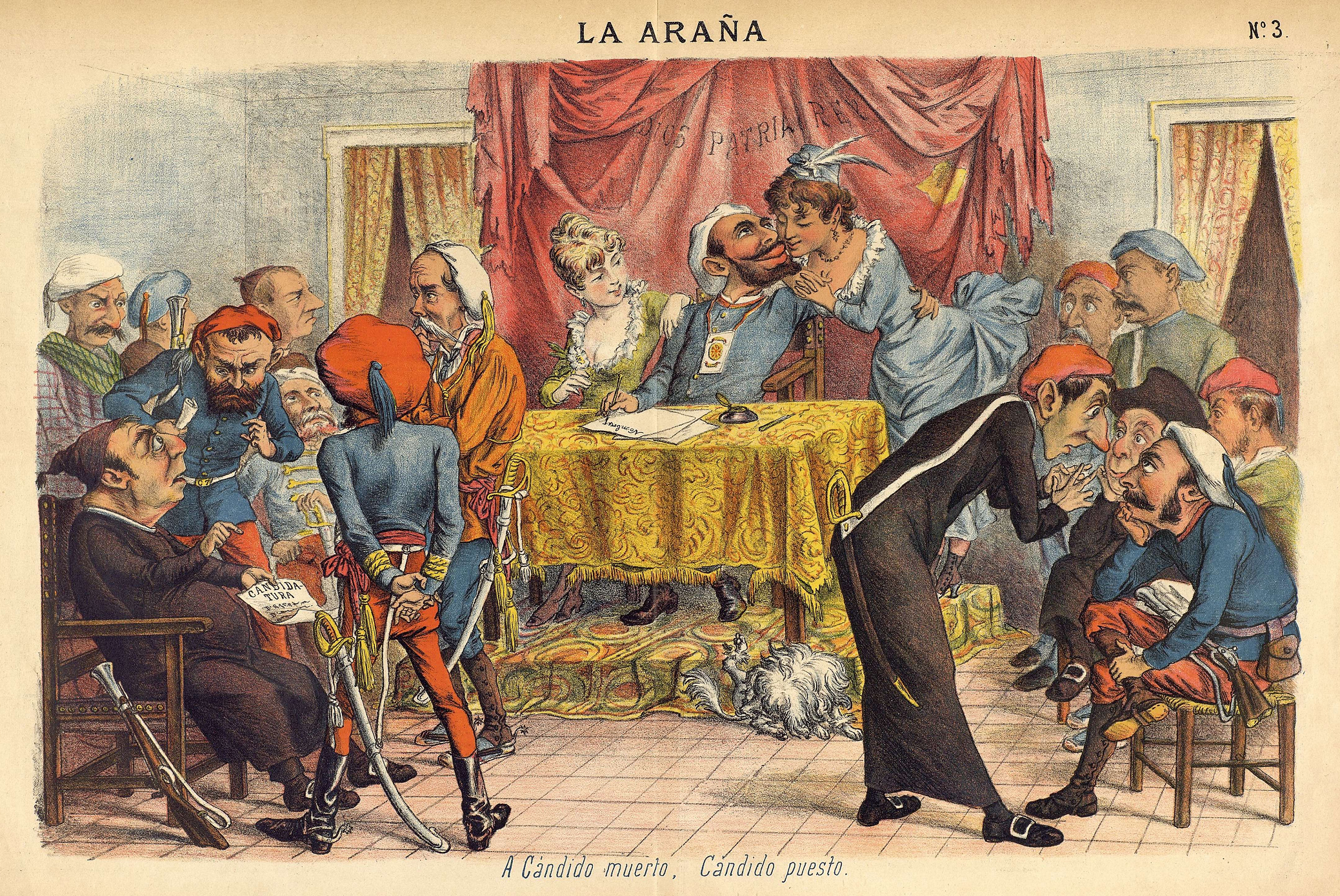
«A Cándido muerto, Cándido puesto», en La Araña, 1 de agosto de 1885, caricatura en la que se hace referencia a cómo tras la muerte de Cándido Nocedal pasó a ejercer Don Carlos la dirección política de la formación.

Tras la muerte de Cándido Nocedal, Don Carlos decidió asumir personalmente la dirección de la Comunión Tradicionalista y designó como su representante al periodista y novelista Francisco Navarro Villoslada. En esta etapa se desarrolló mucho la prensa tradicionalista y se produjo el enfrentamiento interno con los integristas. El conflicto acabó con la unidad de la Comunión, que acabaría reflejándose en 1888 en «El Pensamiento del Duque de Madrid», por Luis María de Llauder, por parte de los leales a Don Carlos, y en el «Manifiesto de Burgos», por parte de los integristas, liderados por Ramón Nocedal.

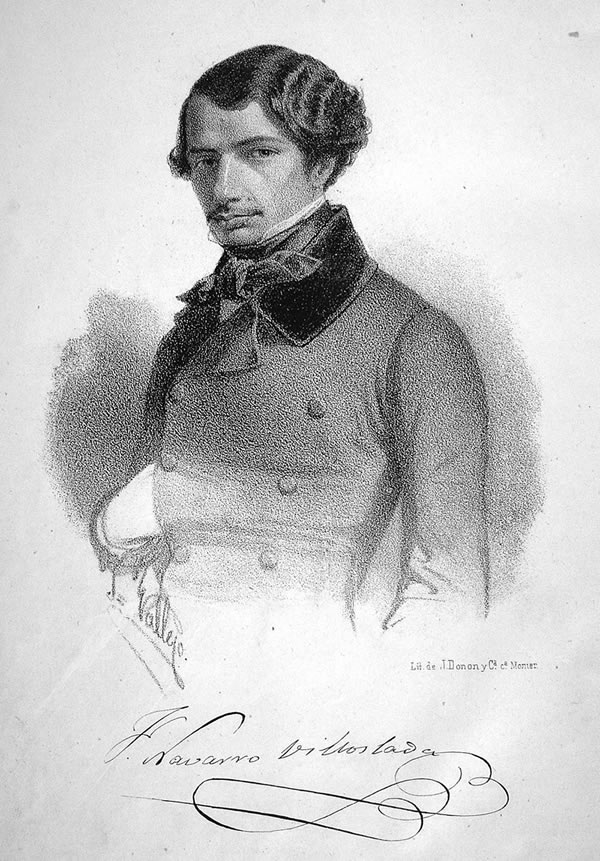
Francisco Navarro Villoslada

Don Carlos dotó al partido de una nueva organización más descentralizada y también más militar, por el carácter de los delegados. Entre 1887 y 1890, se dividió en cuatro zonas el liderazgo del carlismo en España. La primera que correspondía a la región de León, Asturias y Galicia, tuvo por Delegado a León Martínez de Fortún, conde de San León y mariscal de Campo. La segunda región, correspondiente a Andalucía y Extremadura, fue confiada a Juan María Maestre, general de artillería. La tercera tuvo por delegado a
Francisco Cavero y Álvarez de Toledo, marqués de Lácar, y comprendía la antigua Corona de Aragón (Cataluña, Valencia, Baleares y Aragón), Murcia y Castilla la Nueva. La última zona, que comprendía Castilla la Vieja, las Provincias Vascongadas y Navarra fue asignada al teniente general Juan Nepomuceno de Orbe y Mariaca, marqués de Valde-Espina.
Esta división en cuatro zonas duró hasta 1890, cuando Carlos VII dispuso que las cuatro delegaciones se reunieran en una sola persona, Enrique de Aguilera y Gamboa, marqués de Cerralbo, que logró cicatrizar las heridas abiertas por la escisión integrista y organizó la participación en las elecciones generales de 1891 (las primeras que se celebraron con sufragio universal masculino) consiguiendo una minoría parlamentaria que no fue igualada hasta 1907. Recorrió España haciendo propaganda y supo dar una buena organización al movimiento. A raíz de la pérdida de Cuba y Filipinas en 1898, se produjeron intentos de levantamiento armado que fracasaron debido a la defección del general Weyler, y en 1899 el marqués de Cerralbo tuvo que dimitir y expatriarse.
Don Carlos designó entonces como delegado a Matías Barrio y Mier, catedrático de la Universidad Central y diputado por Cervera de Pisuerga. Iniciada su gestión de delegado, en octubre de 1900 se producía el asalto al cuartel de la Guardia Civil de Badalona por la partida carlista capitaneada por José Torrens y José Grandia levantaba en Gironella otra importante partida con obreros de las fábricas de la zona, manteniéndose durante medio mes en las montañas de Berga, acción que fue defendida por el diputado Víctor Pradera en las Cortes. Barrio prefería el tacto político y logró la reconciliación del marqués de Cerralbo y Juan Vázquez de Mella con Don Carlos, que se materializó en la candidatura de Vázquez de Mella por Barcelona, y un movimiento de renacimiento de la Comunión Tradicionalista que culminó en las elecciones generales de 1907.
A partir de entonces comenzaron los aplecs carlistas, que movilizaron grandes masas, y muchos nuevos títulos de prensa tradicionalista que propagaron la doctrina del movimiento. También empezó a haber buenas relaciones entre el líder del Partido Integrista, Ramón Nocedal, y Vázquez de Mella, desapareciendo el enfrentamiento entre las dos formaciones tradicionalistas.
Carlos VII falleció el 18 de julio de 1909, pasando su hijo Don Jaime a asumir el liderazgo del movimiento. Ese mismo año había fallecido también el delegado Barrio y Mier, que fue sustituido por el diputado navarro Bartolomé Feliu, a quien Don Jaime mantuvo en el cargo.
Se aceleró aún más la revitalización del carlismo (conocido a partir de entonces como jaimismo) iniciada en el período anterior. En 1910 Joaquín Llorens y Fernández de Córdoba fue nombrado jefe del Requeté, una organización paramilitar carlista creada tres años antes como organización juvenil del movimiento.

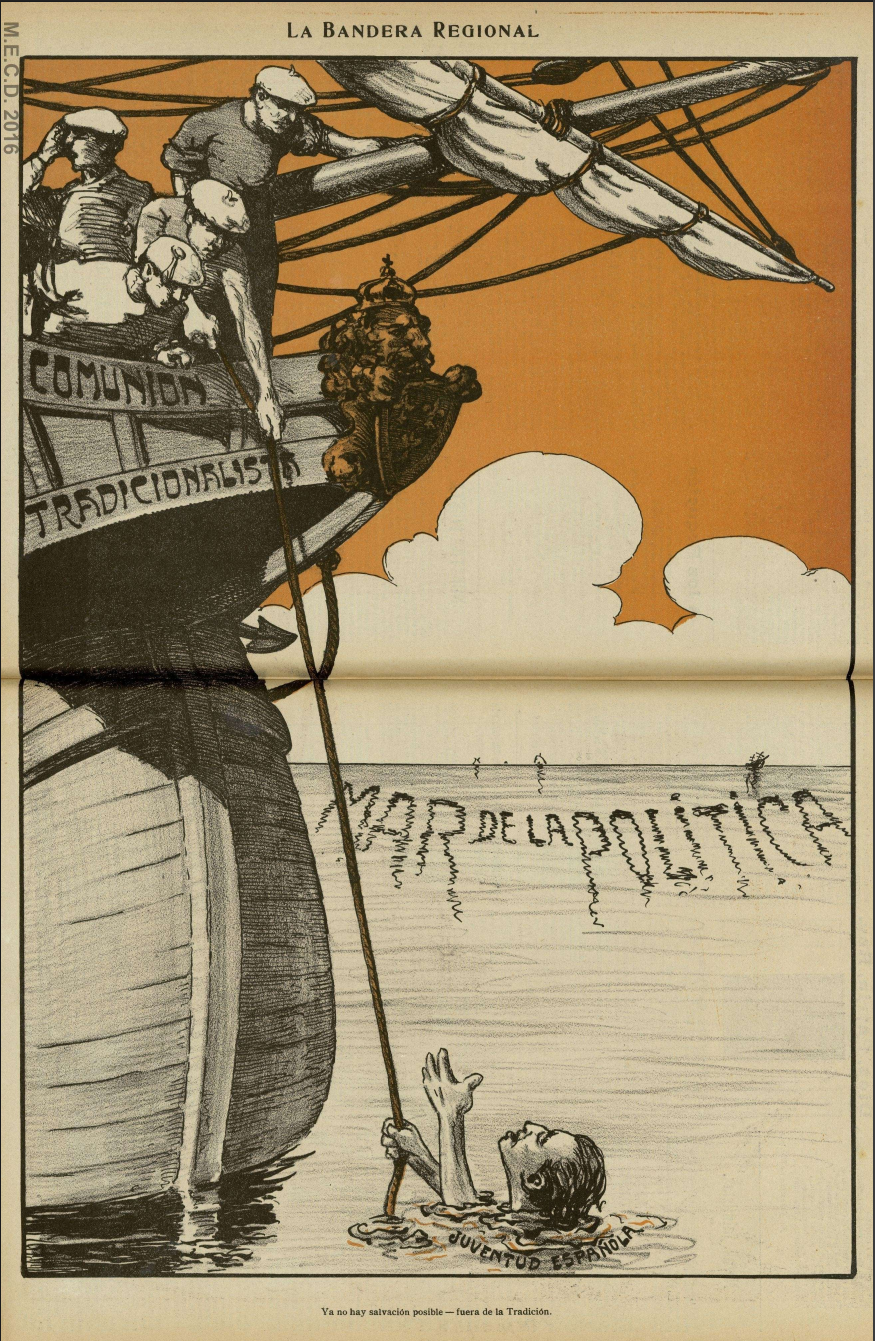
Dibujo en La Bandera Regional representando a la Comunión Tradicionalista como la única salvación de la juventud española en el mar de la política (1911).

En 1913 se estableció una nueva organización para el liderazgo de la Comunión Tradicionalista, creándose la Junta Nacional, de la que fue designado presidente el marqués de Cerralbo, que tuvo que actuar durante el período de la Primera Guerra Mundial. Las diferencias entre la Junta Nacional (germanófila) y Jaime III (aliadófilo), fueron la causa del nuevo cisma de Vázquez de Mella. En 1919 el aragonés Pascual Comín y Moya fue nombrado representante de Don Jaime con el título de secretario.
Aunque el prestigio de Comín permitió que el partido no se desmoronara por completo y que fuertes núcleos se mantuvieran fieles, mantuvo su cargo por poco tiempo. Don Jaime necesitaba a alguien de menor edad para la ardua labor de reorganización, de manera que en 1919 fue designado secretario general Luis Hernando de Larramendi, abogado, escritor y orador que se había destacado en la Juventud Tradicionalista de Madrid.
Hernando de Larramendi comenzó a reorganizar el movimiento con grandes dificultades, ya que entre los mismos leales a Don Jaime había enfrentamientos. En la Junta de Biarritz, pudo presentar la estructura reconstituida de la Comunión Tradicionalista y su actividad le permitió reunir a elementos disgregados, aunque el partido ya no tenía la fuerza de los años anteriores. Las minorías parlamentarias jaimistas quedaron reducidas a unos pocos diputados y senadores. Al finalizar la dirección de Hernando de Larramendi en 1922, el movimiento había disminuido su volumen, pero contaba con unas juventudes llenas de entusiasmo, particularmente en las regiones donde la escisión mellista había hecho menos estragos: Cataluña y Navarra.

### Dictadura de Primo de Rivera y Segunda República

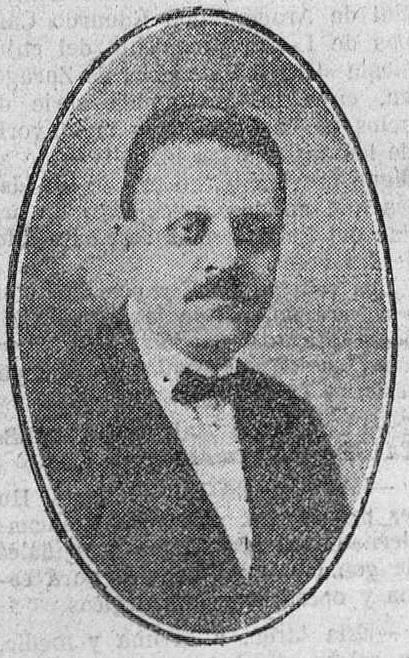
José Selva Mergelina, marqués de Villores

José Selva y Mergelina, marqués de Villores, nuevo secretario de Don Jaime en 1922, centralizó la dirección de la Comunión desde Valencia, donde residía. Gracias a su labor logró hacer renacer el movimiento en la Región Valenciana, pero la Dictadura de Primo de Rivera, junto con el período prerrevolucionario que desembocó en la proclamación de la Segunda República en 1931, le proporcionaron nuevas dificultades. No obstante, la gran actividad del marqués de Villores permitió reorganizar el partido en Guipúzcoa, Vizcaya y la Rioja y posteriormente presidió la reconciliación de mellistas, integristas y jaimistas, con todos los matices del Tradicionalismo unidos en un solo programa, en una sola aspiración y bajo la jefatura de Don Alfonso Carlos, sucesor de Don Jaime, que había muerto en 1931.
El marqués de Villores falleció en 1932, cuando las campañas de propaganda tradicionalistas habían extendido la vitalidad de la Comunión por todas las regiones de España. Los diputados de la minoría parlamentaria tradicionalista lograda ese año (elegidos en las constituyentes del año anterior) fueron Joaquín Beunza, el conde de Rodezno, José María Lamamié de Clairac, Julio de Urquijo, Ricardo Gómez Rojí, Francisco Estévanez Rodríguez, Marcelino Oreja Elósegui y José Luis Oriol, una minoría solamente comparable a la de 1869.
Antes de morir el marqués de Villores, se había creado una Junta Suprema, que se encargó de la dirección del partido a su muerte, bajo la presidencia del conde de Rodezno, quien dirigió el movimiento con gran esfuerzo de propaganda y actividad. Las persecuciones que los gobernantes del bienio azañista emprendieron contra el Tradicionalismo solamente animaron la llama, y los propagandistas tradicionalistas recorrieron España. En esa época, las organizaciones, especialmente de Boinas Rojas y Margaritas, florecieron por doquier. El centro neurálgico siguió estando en Navarra y País Vasco, así como en Cataluña. Pero la novedad fue la incorporación de nuevos territorios como es el caso de Andalucía.
El 24 de junio de 1932 se constituyó el Consejo de Cultura de la Comunión Tradicionalista. Estaba presidido por Víctor Pradera y tuvo por consejeros a figuras relevantes del tradicionalismo como José Roca y Ponsa, el conde de Rodezno, Luis Hernando de Larramendi, Esteban Bilbao, Manuel Senante, monseñor Pedro Lisbona, Fernando de Contreras, el conde de Castellano, Ricardo Gómez Rojí, Agustín González de Amezua, Miguel Junyent, Emilio Ruiz Muñoz, Eustaquio Echave Sustaeta, el marqués de Santa Cara, Marcial Solana, Jesús Comín y Domingo Tejera.
El gran resurgimiento tradicionalista producido a comienzos de 1933 se materializó en la provincia de Castellón, por ejemplo, en la formación de más de 40 juntas locales, 13 círculos, 20 organizaciones de «Margaritas» y 3 de Requetés. De acuerdo con Antonio González Sobaco, la Comunión Tradicionalista —que gustaba presentarse como «antipartido», por su oposición al régimen de democracia liberal— rebasaba los límites de un partido político y tenía un carácter distinto debido a la formación religiosa que impartía a sus asociados, el carácter paramilitar del Requeté, la tensión de sus actos y sus labores de beneficencia.

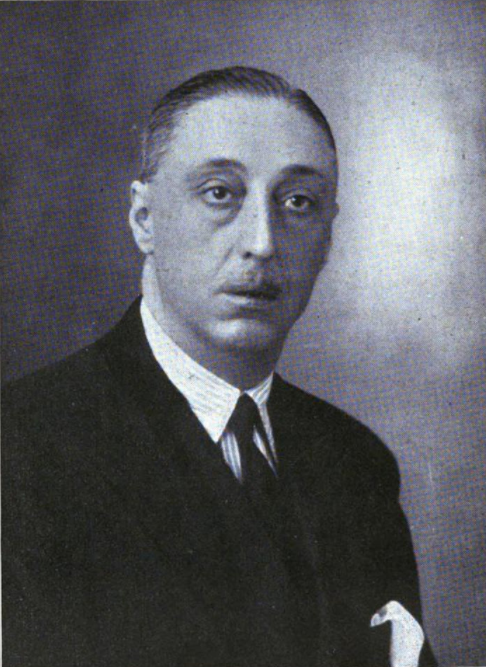
Tomás Domínguez Arévalo, conde de Rodezno

En las elecciones legislativas de 1933 se sentaron 21 diputados tradicionalistas en las Cortes, liderados por el conde de Rodezno.
Al aparecer nuevas formaciones de extrema derecha durante la Segunda República, y particularmente el fascismo de las JONS y la Falange, los tradicionalistas afirmarían ser el único partido antiliberal que había existido en España desde hacía un siglo, y consideraban que los nuevos partidos antiliberales y anticomunistas se inspiraban en buena medida en su programa. Ejemplo de ello serán las palabras de Constancio en 1934:

Lo que tiene de español el programa del "Fascio", como los diecisiete puntos de la juventud de Acción Popular, como el programa de Renovación Española, ha sido tomado del programa tradicionalista. Lo que ocurre es que nosotros lo servimos entero y los demás a retazos.

El 3 de mayo de 1934 Alfonso Carlos nombró a Manuel Fal Conde, abogado y católico ferviente, secretario regio y secretario general de la Comunión Tradicionalista, centralizando la organización en su equipo. Ese mismo año, Fal Conde organizó el Acto del Quintillo, demostración de fuerza del carlismo andaluz, frente a la denostada República. Los periódicos tradicionalistas, especialmente El Siglo Futuro, lo compararon entonces con el caudillo carlista navarro Tomás de Zumalacárregui.
Gracias a la labor de Fal Conde, el carlismo andaluz, sin una gran tradición hasta entonces, consiguió un enorme auge, llegando a ser conocida Andalucía como la "Navarra del Sur", con cuatro diputados tradicionalistas electos por la región: Miguel Martínez de Pinillos Sáenz, Juan José Palomino Jiménez, Domingo Tejera de Quesada y el obrero Ginés Martínez Rubio.
En marzo de 1934 Antonio Lizarza, en representación de la Comunión Tradicionalista, el teniente general Barrera, por la Unión Militar Española, y Antonio Goicoechea, por Renovación Española, viajaron a Roma. Tras reunirse con Benito Mussolini y explicarle su plan de derrocar a la República, el gobierno fascista les proporcionó dinero y armamento, acordando además el envío de jóvenes requetés a Italia para su adiestramiento militar.
Aunque dicho viaje se produjo cuando todavía era jefe delegado de la Comunión Tradicionalista el conde de Rodezno, este no habría sido muy partidario de una sublevación. El envío de jóvenes se intensificaría desde el momento en que empezó a dirigir la Comunión Manuel Fal Conde, quien dispuso la preparación militar de los requetés. En grupos de 30, requetés de toda España, y especialmente de Navarra, viajaron secretamente a Italia, donde permanecerían alrededor de un mes. Unos 500 de ellos serían instruidos en el manejo de las más avanzadas armas modernas.
En las elecciones de 1936 fueron elegidos 15 diputados tradicionalistas, pero se redujeron a 9 tras ser anuladas varias actas. La victoria del Frente Popular y el posterior clima de tensión social acelerarían los preparativos de la sublevación contra la República.

### Conspiración y Guerra Civil
La Comunión Tradicionalista participó activamente en la preparación de la sublevación militar que acabaría con la República junto con algunos elementos de Renovación Española y la Falange. En un principio debía acaudillar el Movimiento el general Sanjurjo, que ya había protagonizado una intentona en 1932. En la primavera de 1936 actuaba como representante del general Sanjurjo (que se hallaba exiliado en Portugal), el general Varela, de simpatías tradicionalistas. Pero debido a las presiones de la policía, fue sustituido por el general Mola, gobernador militar de Pamplona.
En nombre de Alfonso Carlos, jefe supremo de la Comunión Tradicionalista, el príncipe Javier de Borbón Parma se entrevistó en Lisboa con Sanjurjo, y según los propios carlistas, acordó con él que:

Los Requetés cooperarían, desde el primer instante, al Movimiento, si lo iniciaba el Ejército; pero si éste no podía, los Requetés empezarían, siempre mandados por el general Sanjurjo, y para ello, el teniente coronel de E. M. Baselga formó el plan del alzamiento, constituido en principio por dos fuertes grupos de Requetés que aparecerían en la Sierra de Huelva y en la Sierra de Gata, en el sudoeste de España, sobre la frontera de Portugal, por razones obvias y fáciles de comprender.

Al atraer las fuerzas del gobierno, debían actuar inmediatamente los requetés navarros y vascos, al par que los catalanes y aragoneses, en un doble movimiento sobre Madrid. Supuestamente el general Sanjurjo no era partidario de la guerra de carreteras, sino que pretendía dar una batalla decisiva, tan pronto hubiese reunido los elementos dispuestos a secundarle. Según la revista bonaerense El Requeté, aunque Sanjurjo no informó de ello, dicha batalla probablemente hubiera tenido lugar por el norte de Madrid.
Se habían convenido dos contraseñas con el general Sanjurjo, una que tenía por mitad y debía mandar el general Mola, si el Ejército se decidía a iniciar el Movimiento, y otra que tenía Fal Conde, también por mitad con el general Sanjurjo, cuyo envío significaba que los requetés empezaban el Movimiento, al que luego, por el prestigio del general Sanjurjo, suponían que el Ejército se plegaría.
El asesinato de José Calvo Sotelo precipitaría el Alzamiento. Tras largas y complicadas negociaciones con el general Mola, Fal Conde comprometió la participación de los boinas rojas en el levantamiento del Ejército. El Requeté se unió al pronunciamiento militar del 18 de julio de 1936 junto con las milicias de Falange Española de las JONS, combatiendo en la Guerra Civil, llegando a integrar a más de 60.000 combatientes voluntarios repartidos en 67 tercios de Requetés.

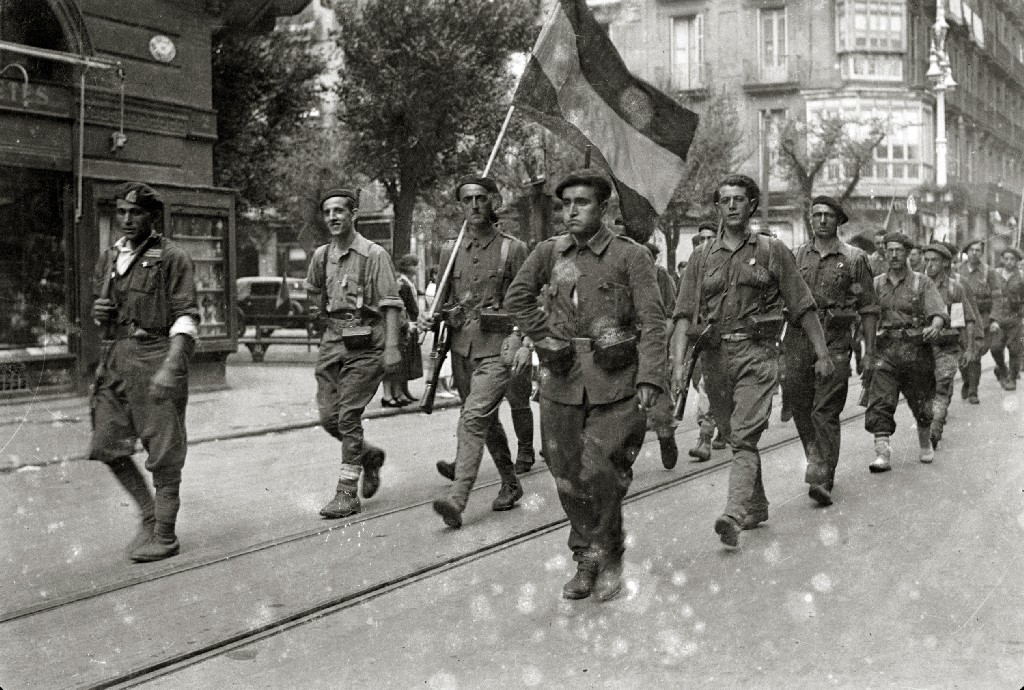
Requetés desfilando en San Sebastián tras ser tomada la ciudad por las tropas nacionales (1936).

Pocos días después de iniciado el Alzamiento, Alfonso Carlos manifestó en carta a Fal Conde: «En momentos como los actuales no deben mirarse las cuestiones personales de partidos, sino tratar de salvar todos juntos la Religión y la Patria», por lo que la voz del Alzamiento debía ser para los carlistas solo «por Dios y por España», por encima de sus intereses dinásticos. No obstante, los carlistas que habían participado en la conspiración confiaban en que Sanjurjo restablecería en España una monarquía tradicional, pues era hijo de un capitán carlista muerto al frente de su escuadrón en la tercera guerra carlista, y sobrino del general Joaquín Sacanell, que fuera Secretario de Carlos VII en Venecia. El propio José Sanjurjo habría manifestado además que quería siempre mandar requetés. Sin embargo, la muerte accidental de Sanjurjo el 20 de julio, cuando se disponía a pasar a España, variaría el rumbo del Movimiento.
Entre los sublevados el 18 de julio, el general Barrera era el único general que había tenido actividad contrarrevolucionaria desde el año 1932, pero finalmente se contentó con la presidencia del Tribunal Supremo de Guerra y Marina, y el general Franco, de mayor prestigio que Mola, acabaría imponiéndose al frente de los sublevados.
Tras la muerte de Alfonso Carlos el 29 de septiembre de 1936, la primera disposición del regente Javier fue la confirmación de la Junta Delegada en la persona de Fal Conde, y se mantuvo la misma organización de los Comisarios de Guerra en lugar de Jefes Regionales.
La Comunión Tradicionalista desapareció formalmente en 1937 como consecuencia del Decreto de Unificación que fundió la Falange y la Comunión Tradicionalista en un partido único denominado Falange Española Tradicionalista de las JONS, posteriormente conocido como Movimiento Nacional. No obstante, una parte de los tradicionalistas, encabezados por Fal Conde, no aceptaron el decreto, y los llamados javieristas continuaron actuando y empleando la denominación de Comunión Tradicionalista en semiclandestinidad durante el franquismo.

### División de la Comunión Tradicionalista
Debido tanto al Decreto de Unificación como a la extinción de la dinastía carlista por vía agnada, se produjeron diversas fracturas en el tradicionalismo. Los tradicionalistas partidarios de Carlos Pío de Habsburgo-Borbón (carlooctavistas), de Juan de Borbón y Battenberg (juanistas) y de la llamada Regencia Nacional y Carlista de Estella de Mauricio de Sivatte (sivattistas), se separarían de la agrupación leal a Javier de Borbón Parma, quien en 1936 había sido nombrado sucesor de Alfonso Carlos como regente hasta que se dilucidase la cuestión sucesoria. 
Debía suceder a Alfonso Carlos el príncipe que tuviese más derechos a la corona de España y que asumiese al mismo tiempo los principios políticos del tradicionalismo para poder ser considerado rey legítimo «de origen y de ejercicio». Animado por sus partidarios, en 1952, con ocasión del XXXV Congreso Eucarístico Internacional en Barcelona, Don Javier reclamaría finalmente para sí los derechos a la corona, si bien posteriormente se mostraría ambiguo respecto a dicha reclamación.
Los javieristas, dirigidos por Manuel Fal Conde, mantuvieron durante dos décadas su oposición al Decreto de Unificación y una fuerte intransigencia política y religiosa, llegando a ser calificados por el general Franco, en declaraciones al diario Arriba en 1955, como «un diminuto grupo de integristas seguidores de un príncipe extranjero, apartados desde la primera hora del Movimiento».
Ante el acercamiento de Franco a Don Juan y en medio de un clima de división en el campo tradicionalista, en 1955 Fal Conde cesó como Jefe delegado de la Comunión Tradicionalista, y en enero de 1956 Don Javier nombró un Secretariado Nacional compuesto por Juan Sáenz-Díez, José María Arauz de Robles e Ignacio Hernando de Larramendi, bajo la presidencia de José María Valiente, que en octubre de 1960 sería elevado a Jefe delegado. El programa de la política de colaboración trataría, en primer lugar, de conseguir la unidad interna de la Comunión y ofrecer una estructura ideológica apoyada en una masa de opinión que, por encima de toda vinculación personal, garantizase la continuidad histórica de «los principios del 18 de julio».
Aunque los javieristas recabaron para sí el nombre de «Comunión Tradicionalista», juanistas, carlooctavistas y sivattistas también se declararon herederos de la Comunión Tradicionalista histórica. Según Antonio María de Oriol (uno de los pocos ministros tradicionalistas que tuvo Franco), la Comunión Tradicionalista la formaban no solo los javieristas, sino todos los que comulgaban con los ideales del tradicionalismo.
Cuando en 1968 Mariano Robles Romero-Robledo presentó una denuncia ante el Tribunal de Orden Público, afirmando que la Comunión Tradicionalista —cuyos nuevos mandos directivos se anunciaban abiertamente en la prensa— era una organización ilegal al margen del Movimiento, el Tribunal abrió el correspondiente sumario, pero finalmente resolvió abstenerse de entrar en el fondo del asunto y archivar las actuaciones, afirmando que:

La Comunión Tradicionalista, según el Decreto de 19 de abril de 1937, integró con Falange Española una entidad de carácter nacional, en tanto se declaraban disueltas las demás organizaciones y partidos políticos, de donde se obtiene una legitimidad de origen y, por consiguiente, una imposibilidad de subsumir a dicha Comunión en las previsiones penales sobre asociaciones políticas, pues ni está prohibida por la Ley ni ha dejado de cumplir los requisitos o trámites exigidos para constituirla.

En 1975 los tradicionalistas seguidores de Sixto Enrique de Borbón y partidarios del ideario clásico del carlismo, que no aceptaron los cambios del Partido Carlista establecido en 1970 ni reconocieron la legitimidad de ejercicio de Carlos Hugo de Borbón (en quien Javier había abdicado en 1975), constituyeron nuevamente una organización con el nombre de Comunión Tradicionalista, que afirmó ser continuadora de la Comunión Tradicionalista histórica.